# Andreas Wendt (Manager)
Andreas Wendt (* 10. Juli 1958, München) ist ein deutscher Manager und war bis 2021 Mitglied des Vorstands der BMW AG und für die Bereiche Einkauf und Lieferantennetzwerk zuständig.

## Leben
Wendt studierte zunächst von 1980 bis 1983 Fotografie an der Bayerischen Staatslehranstalt für Photographie. Daran schloss er von 1984 bis 1988 ein Maschinenbau-Studium an der TU München an. 1992 promovierte er an der TU München mit einer Arbeit zu „Sensoren und Sensorsteuerungskonzepte für die Qualitätssicherung in flexibel automatisierten Montagesystemen“ zum Dr.-Ing.

## Wirken
Er war die ersten zehn Jahre lang bei der Robert Bosch GmbH in verschiedenen Funktionen tätig. 2002 trat er in die BMW AG als Leiter der Strategieentwicklung für das Ressort Produktion ein. 2003 wurde er Produktionsleiter für Fahrwerks- und Antriebskomponenten. Von 2006 bis 2009 leitete er das BMW-Motorenwerk im österreichischen Steyr. Von 2009 bis 2017 bewährte er sich als Werksleiter im BMW-Werk Regensburg, bevor er 2017 Werksleiter im größten europäischen BMW-Werk in Dingolfing wurde.
Zum 1. Oktober 2018 wurde er in den Vorstand der BMW AG berufen und folgte damit Markus Duesmann nach, der am 24. Juli 2018 sein Amt mit sofortiger Wirkung niederlegte. Er verantwortete in seinem Bereich die Beschaffung von Waren und Dienstleistungen im Wert von 60 Milliarden Euro pro Jahr.
Zum 31. Dezember 2021 schied Andreas Wendt in den Ruhestand aus und übergab sein Vorstandsamt bei BMW an Joachim Post.
Zum 31. März 2023 wurde Andreas Wendt in den Aufsichtsrats der Ingenics AG berufen. Am 2. April 2024 wurde er zum Aufsichtsratsvorsitzenden gewählt.